# Saltos ornamentais no Campeonato Mundial de Esportes Aquáticos de 2023 - Plataforma 10 m individual feminino

A competição de saltos ornamentais na categoria trampolim 10 m individual feminino no Campeonato Mundial de Esportes Aquáticos de 2023 fora realizada nos dias 18 e 22 de julho de 2023 no Fukuoka Prefectural Pool em Fukuoka, no Japão.  Ao todo, 36 participantes de 44 Comitês Olímpicos Nacionais estão previstos para competirem.

## Cronograma
Todos os horários estão na Hora Legal Japonesa (UTC+09).
| Data        | Hora  | Evento        |
| ----------- | ----- | ------------- |
| 18 de julho | 09:00 | Eliminatórias |
| 18 de julho | 15:30 | Semifinal     |
| 19 de julho | 18:30 | Final         |

## Formato da competição
A competição consiste em três rodadas: eliminatória, semifinal e final. As 18 melhores saltadoras nas eliminatórias avançam a semifinal, onde apenas os 12 melhoras avançam até a final. Aquela com o melhor tempo garante a medalha de ouro.

## Medalhistas
| Ouro              | Prata                 | Bronze               |
| Chen Yuxi · China | Quan Hongchan · China | Caeli McKay · Canadá |

## Resultados
| Pos.              | Saltadora                   | CON            | Eliminatória | Eliminatória | Semifinal   | Semifinal   | Final         | Final         |
| Pos.              | Saltadora                   | CON            | Pontos       | Pos.         | Pontos      | Pos.        | Pontos        | Pos.          |
| ----------------- | --------------------------- | -------------- | ------------ | ------------ | ----------- | ----------- | ------------- | ------------- |
| Medalha de ouro   | Chen Yuxi                   | China          | 393.00       | 2            | 430.05      | 2           | 457.85        | 1             |
| Medalha de prata  | Quan Hongchan               | China          | 435.60       | 1            | 451.40      | 1           | 445.60        | 2             |
| Medalha de bronze | Caeli McKay                 | Canadá         | 322.15       | 5            | 324.05      | 5           | 340.25        | 3             |
| 4                 | Gabriela Agúndez            | México         | 286.45       | 17           | 345.45      | 3           | 325.35        | 4             |
| 5                 | Lois Toulson                | Reino Unido    | 293.50       | 12           | 313.90      | 9           | 319.30        | 5             |
| 6                 | Delaney Schnell             | Estados Unidos | 310.40       | 8            | 336.55      | 4           | 313.95        | 6             |
| 7                 | Alejandra Orozco            | México         | 318.30       | 6            | 315.50      | 6           | 313.40        | 7             |
| 8                 | Ana Carvajal                | Espanha        | 300.55       | 9            | 313.50      | 10          | 311.70        | 8             |
| 9                 | Christina Wassen            | Alemanha       | 290.60       | 14           | 309.05      | 11          | 306.75        | 9             |
| 10                | Elena Wassen                | Alemanha       | 298.60       | 10           | 307.30      | 12          | 293.95        | 10            |
| 11                | Matsuri Arai                | Japão          | 314.10       | 7            | 313.95      | 7           | 288.85        | 11            |
| 12                | Ingrid Oliveira             | Brasil         | 298.50       | 11           | 313.90      | 8           | 272.00        | 12            |
| 13                | Andrea Spendolini-Sirieix   | Reino Unido    | 353.90       | 3            | 305.20      | 13          | Não avançaram | Não avançaram |
| 14                | Valeria Antolino            | Espanha        | 292.30       | 13           | 292.50      | 14          | Não avançaram | Não avançaram |
| 15                | Nikita Hains                | Austrália      | 288.50       | 16           | 286.50      | 15          | Não avançaram | Não avançaram |
| 16                | Sarah Jodoin Di Maria       | Itália         | 326.65       | 4            | 277.10      | 16          | Não avançaram | Não avançaram |
| 17                | Elaena Dick                 | Canadá         | 283.90       | 18           | 271.50      | 17          | Não avançaram | Não avançaram |
| 18                | Maia Biginelli              | Itália         | 289.75       | 15           | 247.30      | 18          | Não avançaram | Não avançaram |
| 19                | Else Praasterink            | Países Baixos  | 283.65       | 19           | Não avançou | Não avançou | Não avançou   | Não avançou   |
| 20                | Anisley García              | Cuba           | 278.90       | 20           | Não avançou | Não avançou | Não avançou   | Não avançou   |
| 21                | Milly Puckeridge            | Austrália      | 267.90       | 21           | Não avançou | Não avançou | Não avançou   | Não avançou   |
| 22                | Nike Agunbiade              | Estados Unidos | 264.15       | 22           | Não avançou | Não avançou | Não avançou   | Não avançou   |
| 23                | Moon Na-yun                 | Coreia do Sul  | 257.55       | 23           | Não avançou | Não avançou | Não avançou   | Não avançou   |
| 24                | Pandelela Rinong            | Malásia        | 256.40       | 24           | Não avançou | Não avançou | Não avançou   | Não avançou   |
| 25                | Nicoleta Muscalu            | Roménia        | 248.50       | 25           | Não avançou | Não avançou | Não avançou   | Não avançou   |
| 26                | Jade Gillet                 | França         | 247.50       | 26           | Não avançou | Não avançou | Não avançou   | Não avançou   |
| 27                | Džeja Patrika               | Letônia        | 245.85       | 27           | Não avançou | Não avançou | Não avançou   | Não avançou   |
| 28                | Ciara McGing                | Irlanda        | 244.90       | 28           | Não avançou | Não avançou | Não avançou   | Não avançou   |
| 29                | Maycey Vieta                | Porto Rico     | 244.00       | 29           | Não avançou | Não avançou | Não avançou   | Não avançou   |
| 30                | Cho Eun-bi                  | Coreia do Sul  | 240.50       | 30           | Não avançou | Não avançou | Não avançou   | Não avançou   |
| 31                | Gladies Lariesa Garina Haga | Indonésia      | 237.45       | 31           | Não avançou | Não avançou | Não avançou   | Não avançou   |
| 32                | Mikali Dawson               | Nova Zelândia  | 228.75       | 32           | Não avançou | Não avançou | Não avançou   | Não avançou   |
| 33                | Helle Tuxen                 | Noruega        | 222.05       | 33           | Não avançou | Não avançou | Não avançou   | Não avançou   |
| 34                | Elizabeth Miclau            | Porto Rico     | 207.60       | 34           | Não avançou | Não avançou | Não avançou   | Não avançou   |
| 35                | Nur Binti                   | Malásia        | 206.45       | 35           | Não avançou | Não avançou | Não avançou   | Não avançou   |
| 36                | Alisa Zakaryan              | Armênia        | 145.95       | 36           | Não avançou | Não avançou | Não avançou   | Não avançou   |